# The Renegade (film 1912 Christie)
The Renegade è un cortometraggio muto del 1912 diretto da Al Christie che aveva come interpreti Victoria Forde, George Gebhart, Sherman Bainbridge.

## Produzione
Il film fu prodotto dalla Nestor Film Company.

## Distribuzione
Distribuito dalla Motion Picture Distributors and Sales Company, il film - un cortometraggio di una bobina - uscì nelle sale cinematografiche statunitensi il 10 aprile 1912.